# Chiesa di Maria Santissima Assunta in Cielo (Trepuzzi)
La chiesa di Maria Santissima Assunta in Cielo è la chiesa madre di Trepuzzi, in provincia e arcidiocesi di Lecce.

## Storia
L'edificio era originariamente intitolato a san Pietro Apostolo come attesta il documento redatto a seguito della visita pastorale di mons. Luigi Pappacoda, avvenuta il 4 maggio 1640. Solo più tardi, a partire dal 1792, viene indicata come titolare della chiesa la Madonna Assunta, protettrice di Trepuzzi.
La costruzione in carparo e in pietra fu eretta nel 1603, come indica l'iscrizione posta sulla facciata, sotto lo stemma civico: AL SINDACATO: DI PROSPERO PERRONE NELL'ANNO 1603. Si ritiene possibile che la chiesa attuale sia stata edificata su una costruzione preesistente, di dimensioni più piccole.

## Arte

### Esterno
L'edificio, che non ha conservato quasi nulla dell'aspetto originario, presenta una nuda facciata a coronamento orizzontale, modellata solo da alcune larghe lesene e aperta da un portale timpanato. Il portale d'ingresso è sormontato da una finestra lobata tardo-settecentesca, coronata da un arco a sesto ribassato. Il timpano del portale è sormontato da tre stemmi in pietra leccese. Lo stemma centrale raffigura San Pietro (primo titolare della chiesa) in abiti pontificali, quello a sinistra è lo stemma civico di Trepuzzi e quello a destra è lo stemma del barone Giovanbattista Condò che raffigura su un lato una testa di pavone e una rosa, mentre sull'altro compare un'aquila bicipite con teste coronate sormontata da una stella ad otto punte. Nel piccolo cartiglio in basso si legge: QUI L'UNIVERSITÀ IL BARON SUO HONORA.
Nei pressi dell'ingresso laterale, nel luogo dove fino al 1845 era situata una parte del cimitero parrocchiale, è visibile una croce in ferro. La croce venne eretta a ricordo della prima missione che i padri passionisti tennero a Trepuzzi, il 1º dicembre 1889.

### Campanile
Il campanile fu costruito in sostituzione di un altro più antico che sorgeva in corrispondenza del coro e della vecchia sagrestia. È citato già nella prima visita pastorale del 1640. Nel 1921 venne avviata la costruzione, ultimata nel 1928. A pianta quadrata, si erge in corrispondenza del braccio destro del transetto. Ciascuna facciata è modellata da una coppia di lesene, aperta da un profondo arco a tutto sesto sorretto, all'esterno, da due colonne tortili con capitelli e sormontato da finestrelle polilobate. La cornice marcapiano è sorretta da due grandi mensole decorate, poste al di sopra delle lesene. Il primo e il secondo piano presentano un fregio a festoni floreali. L'ultimo piano è coronato da un cupolino ottagonale.

### Interno
L'interno, a croce latina con una sola navata, presenta quattro campate con volte decorate a cordoni a foglie di bosso. Il pavimento, originariamente in pietra, è stato sostituito completamente con lastre di marmo a scacchiera nel 1912, come indica una scritta posta per terra, al centro della chiesa.

#### Battistero
Presso l'ingresso, a sinistra della porta maggiore, è situato il settecentesco fonte battesimale, realizzato in pietra leccese.

#### Altari
Nella navata e nel transetto si distribuiscono quindici altari, di cui solo quattro conservano l'aspetto originario barocco. Molti di essi hanno subito nel tempo variazioni di titolare e hanno perso arredi e figurazioni originarie. Di rilevanza artistica sono due tele, La nascita di Gesù (1758) e La Vergine del Rosario (1768), realizzate dal pittore francavillese Domenico Carella, allievo del Solimena.

#### Altare maggiore
Dedicato alla Beatissima Vergine Assunta in Cielo, titolare della chiesa, fu consacrato nel 1925. In precedenza vi era un altare barocco in pietra leccese, su cui figurava la statua lapidea della Vergine Assunta. L'altare maggiore è adorno di una grande tela raffigurante l'Assunzione di Maria, realizzata nel 1766 per volontà del sindaco Marco Rampino. Sotto di essa sono collocati due ovali raffiguranti gli apostoli Pietro e Paolo. Al centro della volta a botte lunettata seicentesca, è scolpito lo stemma con l'immagine di san Pietro, originario titolare della chiesa.

#### Cappelloni
Nei lati destro e sinistro del transetto, si aprono rispettivamente il Cappellone del Sacramento e quello dell'Assunta. Entrambi sono coperti da una cupoletta e illuminati da finestre istoriate. I Cappelloni risalgono alla metà del XIX secolo. Il Cappellone del Sacramento ospita un altare adorno di una grande tela novecentesca raffigurante l'Ultima cena (opera di Luigi Scorrano). Il Cappellone della madonna ospita, all'interno di una nicchia in marmo, la statua in cartapesta dell'Assunta (opera del maestro trepuzzino Dionigi Martucci).